# Papuadrillfågel
Papuadrillfågel (Lalage atrovirens) är en fågel i familjen gråfåglar inom ordningen tättingar.

## Utbredning och systematik
Papuadrillfågeln förekommer på Misool, Salawati och Waigeoöarna samt norra Nya Guinea. Tidigare inkluderades biakdrillfågeln (Lalage leucoptera) i arten. 

## Status och hot
Arten har ett stort utbredningsområde, men tros minska i antal, dock inte tillräckligt kraftigt för att den ska betraktas som hotad. Internationella naturvårdsunionen IUCN listar arten som livskraftig (LC).